# أي تي بي-ماركت
أي تي بي-ماركت (بالأوكرانية: АТБ-Маркет) هي شركة أوكرانية، تتخصص بتجارة التجزئة، تأسست عام 1993 في دنيبروبيتروفسك، وتعمل بنظام «المحل المخفض» (بالإنجليزية: Discount store)‏.